# هنر جنگ ۲: خیانت
هنر جنگ ۲: خیانت (انگلیسی: The Art of War II: Betrayal) یک فیلم اکشن محصول سال ۲۰۰۸ به کارگردانی جوزف روسناک با بازی وسلی اسنایپس، لوچلین مونرو و آتنا کارکانیس است. این فیلم دنباله‌ای بر فیلم «هنر جنگ» محصول سال ۲۰۰۰ است. این فیلم در ۱۲ اوت ۲۰۰۸ به صورت ویدئویی در ایالات متحده منتشر شد و از این فیلم ۲۰۶٫۶۰۴ واحد دی‌وی‌دی به قیمت ناخالص ۴٫۰۱۳٫۹۰۷ دلار فروخته شده است.
قسمت سوم این فیلم با عنوان هنر جنگ ۳: مجازات بدون حضور وسلی اسنایپس در سال ۲۰۰۹ منتشر شد.

## خلاصه داستان
وقتی مأمور نیل شاو از مخفیگاه بیرون می‌آید تا قتل مربی سابقش را توجیه کند، در رد پای خیانت و فساد کشنده قرار می‌گیرد. تحت مسئولیت دوستش و یک نامزد سناتوری، مأموریت او این است که همه چیز را درست کند. اما وقتی افراد بیشتری کشته می‌شوند، شاو متوجه می‌شود که او به عنوان طعمه ساخته شده است.

## بازخوردها
دیوید واکر از DVD Talk به آن امتیاز ۰٫۵ از ۵ ستاره داد و آن را دنباله‌ای غیر ضروری و ضعیف نامید. پرستون جونز، همچنین از DVD Talk، به آن امتیاز ۱٫۵ از ۵ ستاره داد و آن را «به طرز دردناکی ساختگی و غیر ضروری» نامید.